# Woldemar Pussull
Woldemar Pussull (* 5. Januar 1884 in Sankt Petersburg; † 1939) war ein deutschbaltischer Rechtsanwalt und Bürgermeister von Riga.

## Leben
Pussull besuchte die St. Annenschule in Sankt Petersburg und studierte anschließend Jura in Tartu und Moskau. 1915 wurde er Stadtbeamter in Riga. Im Ersten Weltkrieg war er Soldat in der russischen Armee sowie 1918/19 in der Baltischen Landeswehr. 1919 war Pussull Bürgermeister von Riga, er gehörte der Deutsch-baltischen Reformpartei an. 1920 ließ er sich dann als Rechtsanwalt in Riga nieder, wurde Stadtverordneter und leitete die deutsche Fraktion im Stadtparlament.